# Onosma subtinctorium
Onosma subtinctorium är en strävbladig växtart som beskrevs av Michail Klokov. Onosma subtinctorium ingår i släktet Onosma och familjen strävbladiga växter. Inga underarter finns listade i Catalogue of Life.